# Raoul Thomen
Raoul Thomen, né le 24 juillet 1876 à Anvers et mort le 1er août 1950 à Saint-Cloud, est un illustrateur, dessinateur humoristique et auteur de bande dessinée belge. Il signe également sous les pseudonymes de Thomen, Tho et Harry Narth.
Travaillant en France, il collabore entre 1899 et 1949 à des publications humoristiques et de jeunesse, dont celles éditées par la Société parisienne d'édition (SPE).

## Biographie

### Débuts dans la bande dessinée

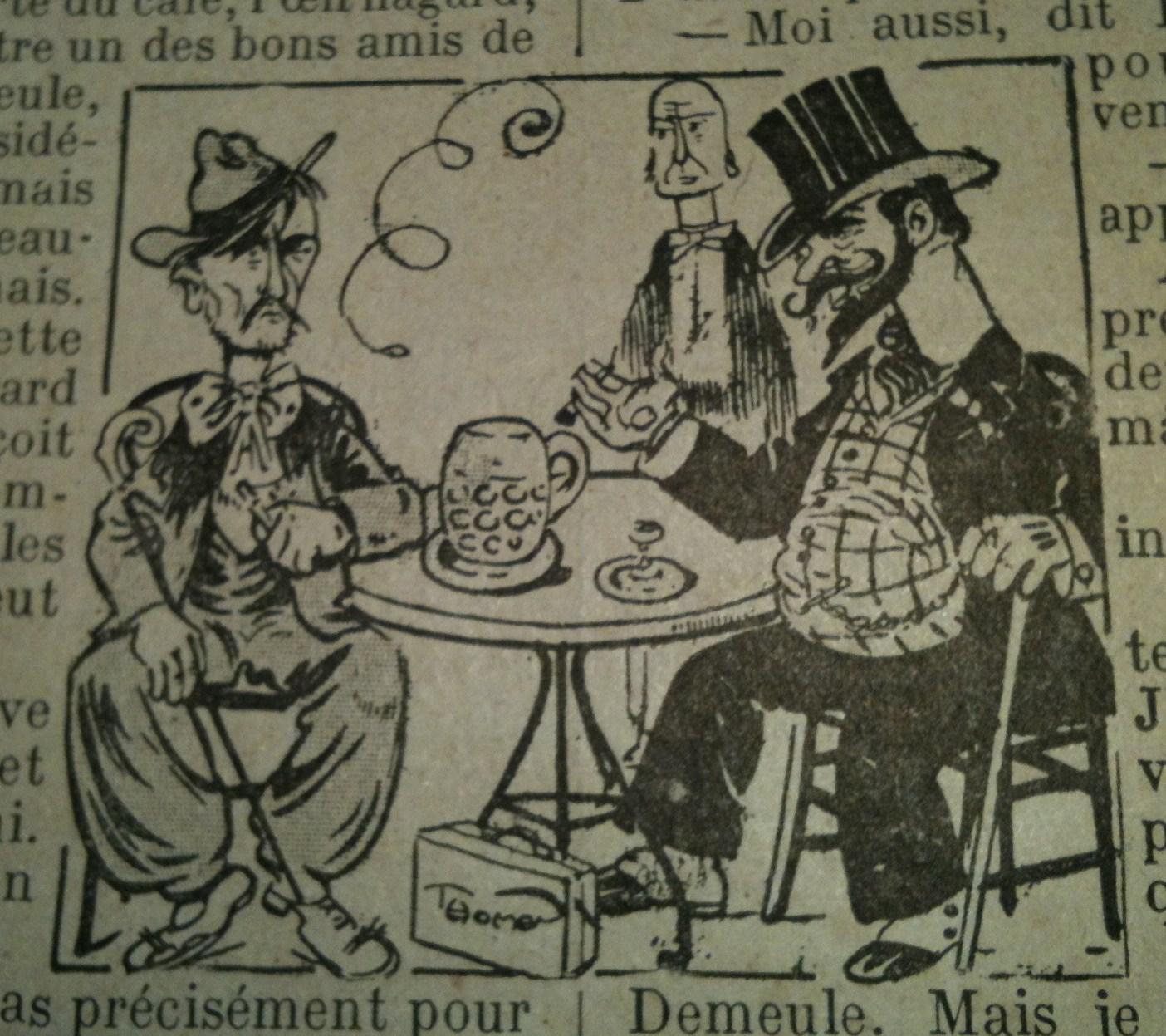
Vignette pour L'Annuaire Almanach (1910).

Raoul Gontran Maurice Thomen naît le 24 juillet 1876 à Anvers,,,.
Il est le fils naturel de la Française originaire de Nancy Rose Aline Thomen et de père inconnu.
Il s’installe en France vers 1898. On ne sait rien de l'enfance et de l'adolescence de Thomen. Il commence alors sa carrière de dessinateur en 1899 en collaborant avec des revues et magazines parisiens comme  La Plume, Le Petit Illustré Amusant — dont il redessinera le titre de une en 1900 —, La Critique, et L’Œil de la Police avec pour premiers travaux les dessins des unes. Il travaille également pour L’Illustré national, La Jeunesse moderne, La Vie de garnison, entre autres,.
Dès 1908, il collabore avec le journal destiné à la jeunesse L'Épatant, publié par les éditions des frères Offenstadt à partir de 1908 et contenant le plus souvent des histoires séquentielles, dessinées avec des textes sous les images, titre pour lequel il produit de nombreuses couvertures. Il continue de se faire connaitre en étant embauché comme dessinateur dans d’autres journaux dont L’Almanach national, Le Pêle-Mêle, Lili (en 1920) ainsi que Midinette et Boum !.
Sa carrière d’auteur de bande dessinée humoristique va finalement débuter en 1907. En effet, Raoul Thomen crée la série Thomas Picook, Détective sous le pseudonyme de Harry Narth, qu’il va publier cette année-là dans le journal L’American illustré où Raoul Thomen réalise également une caricature en couverture du premier numéro spécifiant « Good morning ! Je arrivai tout directement de New York pour amiouser oune quantity de millions de Français… All right ! ». En effet, ce journal est le fruit d'une collaboration entre des humoristes américains et des dessinateurs français — dont Thomen — et présente une nouveauté pour l’époque : sur ses 16 pages, 8 sont en couleurs. Cependant, ce n’est pas cette série qui va faire connaître Thomen,.
En 1910, pour L’Illustré national, il commence une série humoristique, Cirque Saboulotte et L’Agence Flicoche et Camouflet, et l'année suivante, Les Trois Fameux Lascars, mais la collaboration s'arrête en 1913, avant de faire un retour en 1922, brièvement.

### Sa série majeure:Les Aventures acrobatiques de Charlot

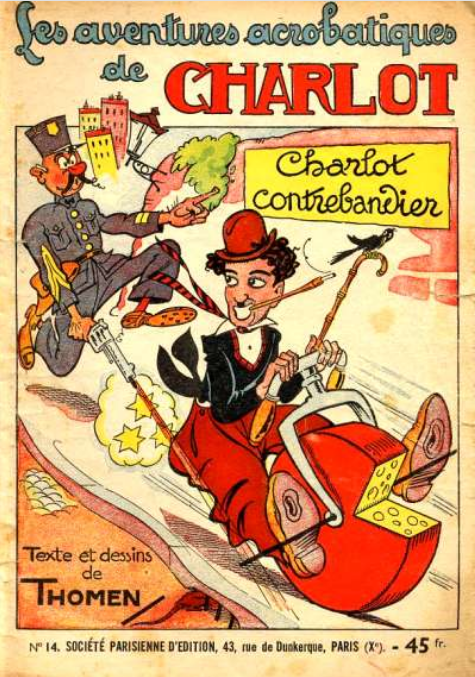
Couverture de Charlot contrebandier, novembre 1947.

Raoul Thomen crée Les Aventures acrobatiques de Charlot en s’inspirant des films de Charlie Chaplin, comme beaucoup d’artistes de son temps. Cependant, il ne réalise aucun plagiat, créant plutôt de nouvelles aventures de ce personnage. La technique narrative est celle du texte sous image décrivant l’action dessinée communément appelée bande dessinée spinalienne. La totalité de la série représente plus de 1 000 planches.
Les premières adaptations du personnage de Charlot furent réalisées par des auteurs anglo-saxons comme le Britannique Bertie Brown (1887-1974) en 1914 dans The Funny Wonder, mais également par d’autres auteurs en Italie, Espagne, Amérique… C’est en France que son existence est la plus durable avec l'adaptation de Raoul Thomen qui l'incarne dans Les Aventures acrobatiques de Charlot, série qui débute en 1921 dans le no 136 du journal Cri-Cri. Ces publications vont se poursuivre dans les journaux hebdomadaires Boum !, L’As et L'Épatant jusqu’en 1939, où il conclut en disant : « Finies les acrobaties ! Finies les aventures ! Que chacun fasse seulement la dixième partie ! Moi, j’ai bien gagné de me reposer ! ». Les éditions des frères Offenstadt (SPE) rassemblent, en parallèle, toutes les planches de cette série pour les éditer sous forme d'albums, quinze au total, de 1926 à 1938. 
Après la Seconde Guerre mondiale, elle est plusieurs fois reprises par divers auteurs comme Pierre Lacroix, Mat et Jean-Claude Forest. Cependant la série disparait définitivement en 1972 avec le dernier album réalisé par l’auteur José.  
Dans la série de Thomen, Charlot est un vagabond, un tramp voyageant dans le monde entier (Inde, Suisse…) ainsi que dans des lieux imaginaires, accompagné par des personnages secondaires. Thomen utilise l'image du vagabond en l’exagérant parfois à tel point qu'il le dote d’un dynamisme et d'une physionomie burlesques qui lui valent son succès populaire. Le personnage de Charlot est perçu comme un homme sympathique, honnête mais maladroit. C’est aussi un personnage qui, malgré les situations périlleuses dans lesquelles il se trouve, s’en sort toujours de manière positive.

### L'auteur pendant la Seconde Guerre mondiale
Durant la guerre, il dessine quelques bandes pour les Éditions de Montsouris dans les journaux suivant : Lisette, journal qui débute en 1921 par les Éditions de Montsouris, visant de jeunes lectrices et publiant des histoires avec textes sous images, et Pierrot, journal catholique qui débute en 1925 également par les Éditions de Montsouris, visant cette fois-ci des jeunes garçons en publiant des romans illustrés, des romans films, des bandes dessinées et des histoires d’aviation. Raoul Thomen réalise aussi quelques bandes pendant cette période pour Cino Del Duca et Mondiales. 
Cependant dès le début de la guerre, il se sépare de sa série des Charlot pour réaliser d’autres séries qui lui permettent de faire faire évoluer sa carrière, comme L’As des Boys-Scouts pour le journal L’As en 1937 ainsi que Blanche-Neige  (d’après le conte des frères Grimm) dans Fillette en 1939, et Madame j’Ordonne également dans Fillette en 1938. Ce dernier journal vise principalement des jeunes filles et est édité par les éditions des frères Offenstadt dès 1909, et reprend en 1946 après une pause pendant la guerre. Thomen a également réalisé beaucoup de bandes pour les Éditions Gordinne, notamment Le Petit Poucet, Docteur Marabout en 1935, ainsi que Marius.

### Sa carrière d'après-guerre
Cette dernière série Marius a été réimprimée pour le magazine belge Wrill après la guerre, de 1945 à 1949, et a également été traduite en néerlandais et publiée en tant qu’album titré Slimme Piet. Après quoi, Raoul Thomen cesse de publier.
Il meurt le 1er août 1950 à Saint-Cloud, à l'âge de 74 ans.

### Vie privée
Dans les années 1920, il épouse Eudoxie Parny native de Châtellerault, veuve en premières noces d'Alphonse Gautron de qui elle a eu un fils. Elle mourra le 10 avril 1943 à Saint-Cloud.  

## Œuvre

### Albums de bande dessinée
- Tartarinet, roi des Safé-Bobos, Société parisienne d'édition, coll. « Albums diorama », Paris, 1933
Scénario et dessin : Raoul Thomen - Couleurs : quadrichromie,,Avec 8 pages à découper pour créer un diorama.

#### Marius
- 1. La Jeunesse extraordinaire de Marius[3], Gordinne, Liège, 1936
Scénario et dessin : Raoul Thomen - Couleurs : quadrichromie,format à l'italienne, 32 × 23,5 cm.
- 2. Les Grandes Chasses de Marius, Gordinne, Liège, 1936
Scénario et dessin : Raoul Thomen - Couleurs : quadrichromie,format normal, dos toilé rouge.

### Illustrations
- Robinson Crusoé d'après Daniel Defoe, adaptation de Suzie Jacquelin ; imprimé en Belgique et édité par Gordinne à Liège, Sans date vers 1930.
- Madeleine Charlier (auteur) et Raoul Thomen (ill.), Mille et une nuits ; La Ronde des libellules ; Histoire d'Aladin ... ; Le Cygne bleu, Liège, Gordinne, 1935, ill. ; in-quarto (OCLC 469452309)

### En revues et journaux
- Aux prises avec un requin[9], récit complet, Le Dessableur no 13, Bruxelles, Centre belge de la bande dessinée, juin 2024.